# Dolmen du Mas d’Arjac

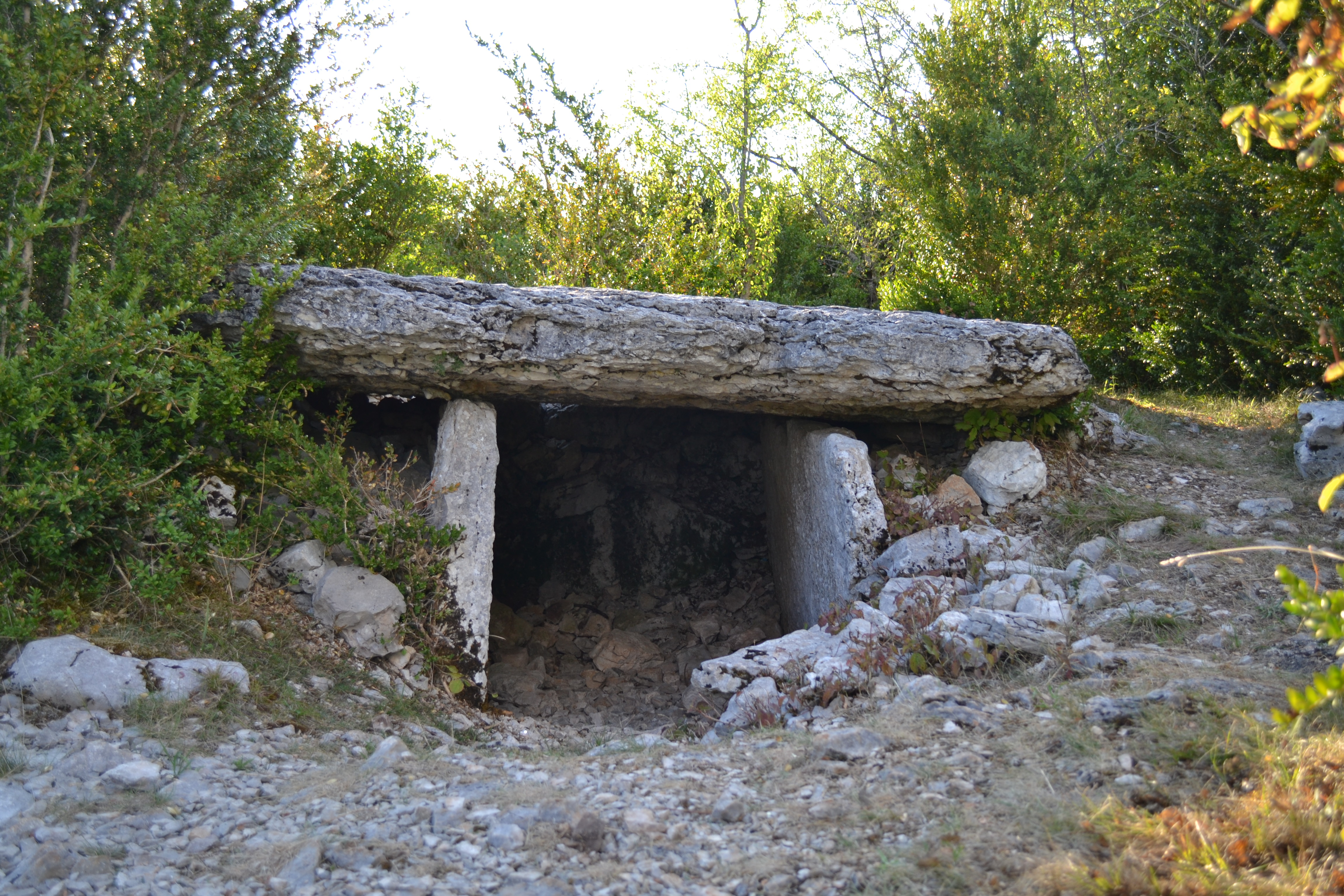
Dolmen 1 du Mas d’Arjac

Die Dolmen du Mas d’Arjac liegen östlich von Cabrerets bei Cahors im Département Lot in Frankreich. Dolmen ist in Frankreich der Oberbegriff für neolithische Megalithanlagen aller Art (siehe: französische Nomenklatur).

## Dolmen Nr. 1
Der Dolmen am Fuße des Pech del Cayre, wird auch Dolmen von Pech del Cayre oder von Pech von Alcayre genannt (Lage). Sein Rundhügel mit einem Durchmesser von etwa 21,0 Metern ist erhalten. Plattenmaße:
- Orthostat rechts 3,0 × 1,3 × 0,15 m
- Orthostat links 3,0 × 1,3 × 0,15 m (gebrochen)
- Endstein 1,15 × 0,50 × 0,15 m
- Deckstein 3,15 × 2,85 × 0,35 m

Das Gewicht des Decksteins, der eine Fläche von etwa 9,0 m² umfasst, wird auf 6,5 Tonnen geschätzt.
Dolmen Nr. 1 ist seit 1966 als Monument historique aufgeführt.

## Dolmen Nr. 2
Der Dolmen liegt auf der linken Seite des Waldweges, in Richtung Pech del Cayre, etwa hundert Meter vor Dolmen 1. Sein Zustand ziemlich kritisch. Der Deckstein fehlt und die beiden Orthostaten sind in ihrem oberen Teil, der aus dem Boden ragt, stark beschädigt. Die Grabkammer ist fast mit Steinen gefüllt. Plattenmaße:
- Orthostat rechts 2,3 × 0,6 × 0,25 m
- Orthostat links 2,0 × 0,7 × 0,3 m
- Endstein 0,8 × 0,5 × 0,1 m

## Dolmen Nr. 3
Der Dolmen befand sich in der Nähe des Bergrückens wurde aber während der Wiederaufforstung zerstört. Seine Eigenschaften sind dank Jean Clottes bekannt. Der Tumulus hatte etwa 12,0 Meter Durchmesser. Plattenmaße:
- Orthostat rechts 2,0 × 1,0 × 0,15 m (gebrochen)
- Orthostat links 2,35 × 1,2 × 0,25 m
- Endstein 0,85 × 0,7 × 0,15 m

In der Nähe liegen die Höhle von Pech Merle und der Menhir und der Dolmen von Quatre Routes (Cabrerets).